# Michelangelo Rossi
Michelangelo Rossi (o Michel Angelo del Violino; Genova, 1601 o 1602 – Roma, 7 luglio 1656) è stato un compositore, violinista e organista italiano dell'era barocca.

## Biografia
Rossi studiò con lo zio, Lelio Rossi (? - 1638), organista della cattedrale di San Lorenzo a Genova. 

Verso il 1624 si trasferì a Roma ed entrò al servizio del cardinale Maurizio di Savoia, alla cui corte dovette incontrare il compositore Sigismondo d'India. Quando il cardinale di Savoia ritornò a Torino, Rossi, in un primo momento lo raggiunse, ma poi lasciò la corte sabauda, per motivi ignoti, per fare ritorno a Roma.
Da novembre 1629 a dicembre 1632 fu organista della chiesa di San Luigi dei Francesi. Nel 1630 era al servizio del principe Taddeo Barberini, nipote di papa Urbano VIII, nel cui palazzo, durante il carnevale del 1633, venne rappresentata la prima opera conosciuta di Rossi: L'Erminia sul Giordano, su libretto di Giulio Rospigliosi tratto dalla Gerusalemme liberata di Torquato Tasso. La partitura fu stampata quattro anni più tardi.
Nel 1634 Rossi entrò al servizio del duca di Modena Francesco I d'Este. Nel carnevale del 1638, quand'era ancora al servizio del duca, fu rappresentato a Ferrara, nel palazzo ducale, il suo dramma L’Andromeda, su libretto di Ascanio Pio di Savoia.
Nel 1648 era ritornato a vivere a Roma. Dal 1649 al 1655, in qualità di «cameriere extra muros», fu dignitario della corte del pontefice Innocenzo X. Per questo motivo risiedette in un palazzo nei pressi del Quirinale che ospitava i membri della corte papale.
Morì a Roma il 7 luglio 1656 e fu sepolto nella chiesa di Sant'Andrea delle Fratte.
Anche se ai suoi tempi Rossi fu famoso soprattutto come violinista, oggi è noto principalmente come compositore di musica cembalo-organistica, grazie alla sua raccolta di Toccate e correnti (ca. 1634), più volte ristampata a Roma. Esemplifica il suo stile la Toccata settima, col suo finale denso di arditi cromatismi, stilisticamente vicino alla musica di Carlo Gesualdo e Johann Jakob Froberger. Rossi sviluppò uno stile molto personale e la sua opera viene ancor oggi considerata una pietra miliare nella letteratura per tastiera del Seicento.
Oltre alle Toccate e correnti, a pochi altri brani cembalo-organistici a lui attribuiti in fonti manoscritte sei-settecentesche, e all'Erminia sul Giordano, pubblicata a stampa, di Rossi restano trentadue madrigali a cinque voci, pervenutici attraverso una fonte manoscritta in due volumi, oggi conservata nella biblioteca dell'Università della California a Berkeley, e altre fonti minori.

## Discografia
- Rossi, Michelangelo, Toccate e Correnti, Francesco Cera, organo e clavicembalo, 2 CD, 1996, Tactus 601801-601802.
- Rossi, Michelangelo, Toccatas and Correnti, Sergio Vartolo, harpsichord, 2005, Naxos 8.557321
- Rossi, Michelangelo, La poesia cromatica, Huelgas Ensemble, Paul van Nevel, 2009, Sony Music 88697527092